# باد شونبورن
باد شونبورن (به آلمانی: Bad Schönborn) یک منطقهٔ مسکونی در آلمان است که در کارلسروهه واقع شده‌است. باد شونبورن ۱۲٬۳۵۸ نفر جمعیت دارد.

## خواهرخوانده
شهرهای نیدربرون-ل-بن و کیشکونمایشا خواهرخوانده‌های باد شونبورن هستند.